# ポーラ・ストラスバーグ
ポーラ・ストラスバーグ（Paula Strasberg、1909年 – 1966年4月29日）は、アメリカ合衆国の舞台女優。俳優で演技指導者のリー・ストラスバーグの2番目の妻として、いずれも長じて俳優となったジョン・ストラスバーグとスーザン・ストラスバーグの母となり、またマリリン・モンローの演技コーチ、親友にもなった。

## 経歴
彼女が、ポーラ・ミラー (Paula Miller) としてブロードウェイにデビューしたのは1927年のことで、初出演作は『The Cradle Song』であった。その後、20作以上の舞台に立った後、1948年に『Me and Molly』に出演した。終生、アクターズ・スタジオの一員であったストラスバーグは、アメリカ共産党の党員としてブラックリストに載せられていたが、夫の活動には特段の否定的な影響は及んでいなかった。ポーラ・ストラスバーグは、ナターシャ・ライテスに代わってマリリン・モンローの演技コーチ、親友にもなり、彼女が1962年に死ぬまでその立場にあった。

## 私生活
彼女の子どもたち、ジョン・ストラスバーグ（1941年 - ）とスーザン・ストラスバーグ（1938年 - 1999年）は、いずれも俳優、女優となった。スーザンは、母について「盛り合わせのデリカテッセン、薬局、ユダヤ人の母親 (combination delicatessen, pharmacist, Jewish mother)」であったと述べていた。

## 死
ポーラ・ストラスバーグは、1966年4月29日に、マンハッタンのベス・イスラエル病院（Beth Israel Hospital：ベス・イスラエル・メディカルセンターの旧称）において、骨髄の癌により、56歳ないし57歳で死去し、ニューヨーク州ヘイスティングス＝オン＝ハドソンのウェストチェスター・ヒルズ墓地に埋葬された。